# Paranthaclisis nevadensis
Paranthaclisis nevadensis är en insektsart som beskrevs av Banks 1939. Paranthaclisis nevadensis ingår i släktet Paranthaclisis och familjen myrlejonsländor. Inga underarter finns listade i Catalogue of Life.